# 青ヶ島酒造

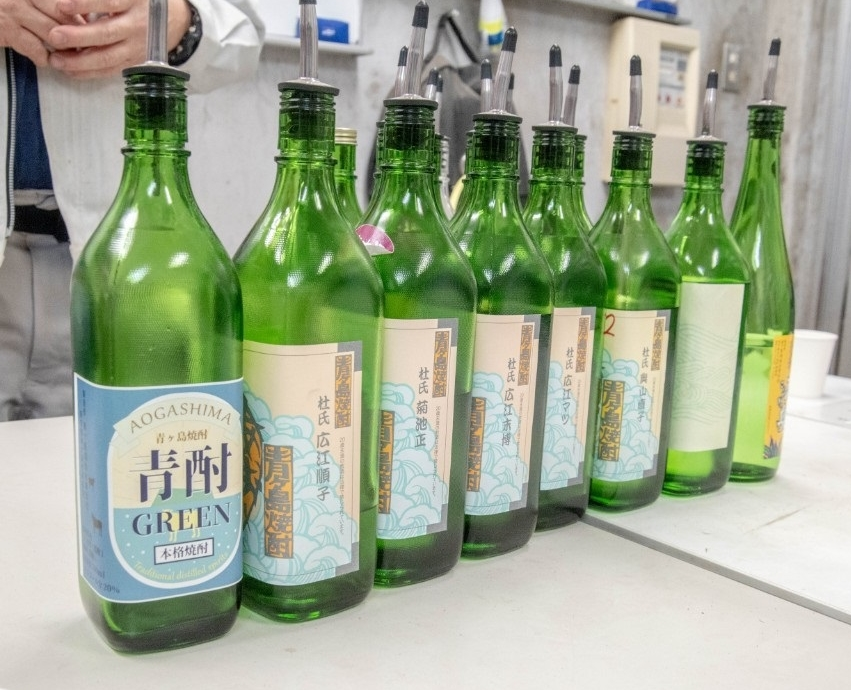
青ヶ島焼酎各種

青ヶ島酒造合資会社（あおがしましゅぞう）は、東京都青ヶ島村にある酒造合資会社。「青酎」（あおちゅう、AO-CHU）などのブランドで焼酎を生産している。

## 詳細
青ヶ島酒造の焼酎は、青ヶ島で生産された薩摩芋（かんも）や大麦を原料として醸造されている。麦麹は炒った大麦の上に麹（糀）を付着させた大谷渡の葉を被せて作られている。
また、同社の製品の各銘柄は所属する10人の杜氏によって別個に製造されている。例えば、同じ銘柄の『あおちゅう』であっても、杜氏毎にそれぞれで風味が異なる（ラベルに杜氏の氏名が明記されている）。
| n  | 銘柄             | アルコール度数 | 種類     | 製法           | 杜氏       | 備考                                          |
| -- | ---------------- | -------------- | -------- | -------------- | ---------- | --------------------------------------------- |
| 1  | 青酎 麦          | 25°            | 麦焼酎   | 二段仕込み     | 荒井清     | N/A                                           |
| 2  | 青酎 麦          | 35°            | 麦焼酎   | 二段仕込み     | 荒井清     | N/A                                           |
| 3  | 恋ヶ奥           | 35°            | 麦焼酎   | 二段仕込み     | 広江順子   | N/A                                           |
| 4  | あおちゅう       | 30°            | 芋焼酎   | 二段仕込み     | 奥山直子   | その年に収穫された薩摩芋を使用している        |
| 5  | あおちゅう       | 30°            | 芋焼酎   | 二段仕込み     | 菊池正     | 3年以上寝かせた古酒のみをブレンドしている     |
| 6  | あおちゅう       | 30°            | 芋焼酎   | 二段仕込み     | 佐々木宏   | 古い酒に1年寝かせた新酒をブレンドしている     |
| 7  | あおちゅう       | 30°            | 芋焼酎   | 二段仕込み     | 広江順子   | 古い酒に1年寝かせた新酒をブレンドしている     |
| 8  | あおちゅう       | 30°            | 芋焼酎   | 二段仕込み     | 広江末博   | 古い酒に1年寝かせた新酒をブレンドしている     |
| 9  | あおちゅう       | 30°            | 芋焼酎   | 二段仕込み     | 広江マツ   | 古い酒に1年寝かせた新酒をブレンドしている     |
| 10 | あおちゅう 青宝  | 30°            | 芋焼酎   | 二段仕込み     | 菊池松太郎 | 熟成5年以上                                   |
| 11 | 青酎 伝承        | 30°            | 芋焼酎   | どんぶり仕込み | 奥山ミチ代 | N/A                                           |
| 12 | 青酎 伝承 喜久一 | 30°            | 芋焼酎   | どんぶり仕込み | 浅沼寿     | N/A                                           |
| 13 | 青酎 池の沢      | 35°            | 麦芋焼酎 | 二段仕込み     | 荒井清     | 薩摩芋と大麦のブレンド                        |
| 14 | 青酎 プレミアム  | 35°            | 麦芋焼酎 | 荒濾過         | N/A        | 大麦（7年）と薩摩芋（10年）の長期熟成ブレンド |

## 歴史
青ヶ島酒造の設立以前にも、青ヶ島では古くから個人で焼酎が作られていた。しかし、ただでさえ交通の便が悪く特異な地形を成す青ヶ島においては、交通費などで行政コストが大幅に嵩む故に、酒税法の施行から同社の酒類製造免許取得までの間は、法律上では密造酒扱いになってしまうが、事実上はその製造が黙認されていた。徐々に交通の便が改善したその後、同社が正規に酒類製造免許を得て以降は、上述の経緯による密造は解消された。